# Constitution thaïlandaise de 1932
Pour les articles homonymes, voir Constitution de la Thaïlande.
Constitution thaïlandaise de 1946

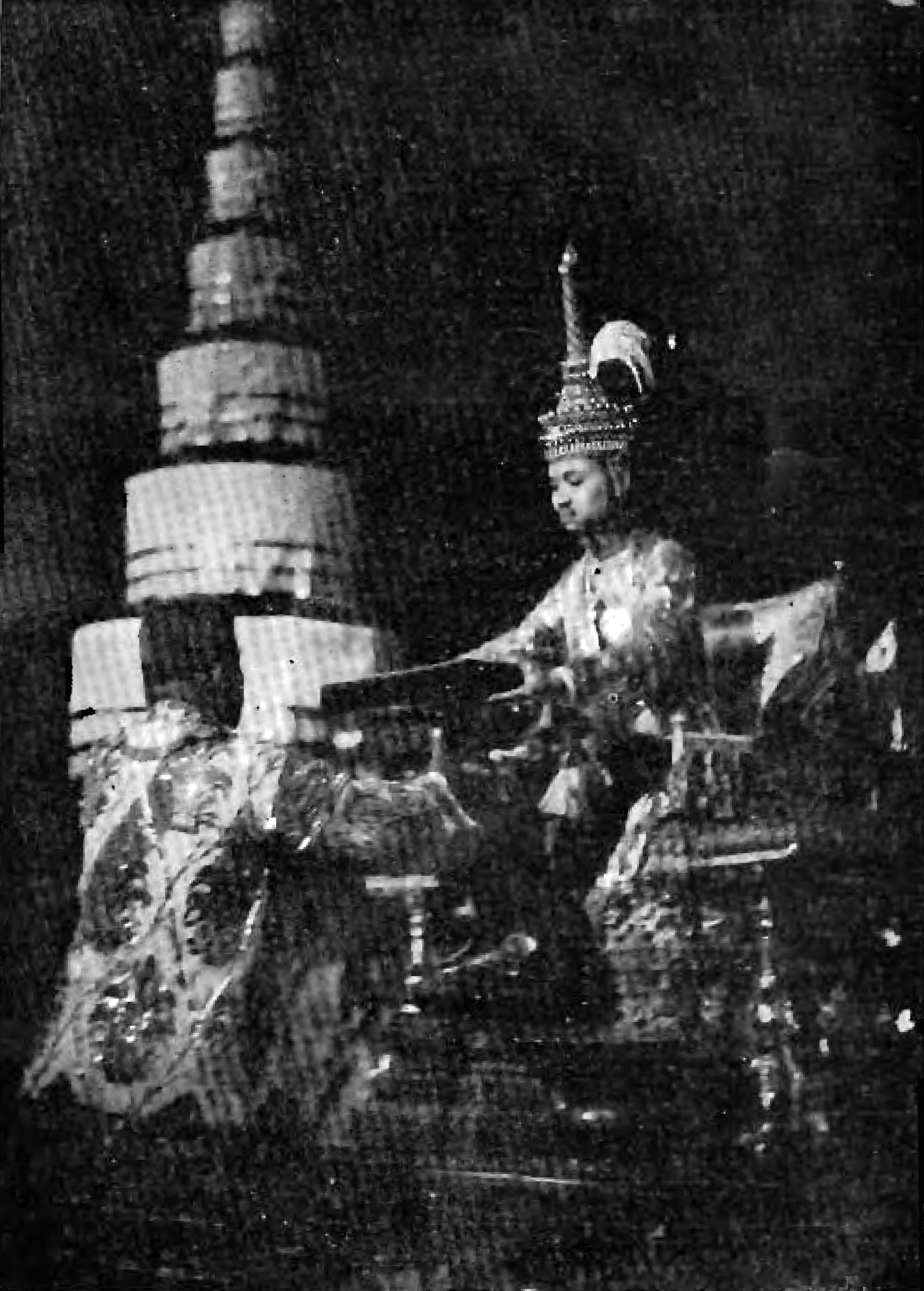
Le roi Prajadhipok (Rama VII) signe la Constitution du Royaume du Siam (Thaïlande), le 10 décembre 1932.

La Constitution thaïlandaise de 1932 a été la loi fondamentale de la Thaïlande de 1932 à 1946. Signée le 10 décembre 1932, elle est la première Constitution de la Thaïlande, anciennement Siam.
Le 10 décembre est toujours considéré comme étant le "jour de la Constitution" en Thaïlande.